# La Varenne
La Varenne és un municipi francès situat al departament de Maine i Loira i a la regió de País del Loira. L'any 2007 tenia 1.633 habitants.

## Demografia

### Població
El 2007 la població de fet de La Varenne era de 1.633 persones. Hi havia 650 famílies de les quals 161 eren unipersonals (96 homes vivint sols i 65 dones vivint soles), 212 parelles sense fills, 257 parelles amb fills i 20 famílies monoparentals amb fills.
La població ha evolucionat segons el següent gràfic:
Habitants censats

### Habitatges
El 2007 hi havia 748 habitatges, 653 eren l'habitatge principal de la família, 56 eren segones residències i 39 estaven desocupats. 734 eren cases i 10 eren apartaments. Dels 653 habitatges principals, 494 estaven ocupats pels seus propietaris, 149 estaven llogats i ocupats pels llogaters i 9 estaven cedits a títol gratuït; 14 tenien una cambra, 46 en tenien dues, 115 en tenien tres, 183 en tenien quatre i 294 en tenien cinc o més. 504 habitatges disposaven pel capbaix d'una plaça de pàrquing. A 248 habitatges hi havia un automòbil i a 335 n'hi havia dos o més.

### Piràmide de població
La piràmide de població per edats i sexe el 2009 era:
| Homes | Edats   | Dones |
| ----- | ------- | ----- |
| 0     | 95 o +  | 0     |
| 0     | 90 a 94 | 4     |
| 0     | 85 a 89 | 12    |
| 8     | 80 a 84 | 12    |
| 8     | 75 a 79 | 24    |
| 36    | 70 a 74 | 48    |
| 28    | 65 a 69 | 24    |
| 36    | 60 a 64 | 44    |
| 16    | 55 a 59 | 8     |
| 52    | 50 a 54 | 36    |
| 52    | 45 a 49 | 52    |
| 64    | 40 a 44 | 56    |
| 40    | 35 a 39 | 64    |
| 64    | 30 a 34 | 28    |
| 52    | 25 a 29 | 52    |
| 44    | 20 a 24 | 40    |
| 68    | 15 a 19 | 48    |
| 44    | 10 a 14 | 44    |
| 44    | 5 a 9   | 44    |
| 40    | 0 a 4   | 44    |

## Economia
El 2007 la població en edat de treballar era de 1.055 persones, 860 eren actives i 195 eren inactives. De les 860 persones actives 789 estaven ocupades (451 homes i 338 dones) i 71 estaven aturades (29 homes i 42 dones). De les 195 persones inactives 75 estaven jubilades, 61 estaven estudiant i 59 estaven classificades com a «altres inactius».

### Ingressos
El 2009 a La Varenne hi havia 697 unitats fiscals que integraven 1.742 persones, la mediana anual d'ingressos fiscals per persona era de 17.743 €.

### Activitats econòmiques
Dels 65 establiments que hi havia el 2007, 3 eren d'empreses alimentàries, 4 d'empreses de fabricació d'altres productes industrials, 18 d'empreses de construcció, 13 d'empreses de comerç i reparació d'automòbils, 1 d'una empresa de transport, 1 d'una empresa d'hostatgeria i restauració, 2 d'empreses d'informació i comunicació, 1 d'una empresa financera, 1 d'una empresa immobiliària, 15 d'empreses de serveis, 4 d'entitats de l'administració pública i 2 d'empreses classificades com a «altres activitats de serveis».
Dels 18 establiments de servei als particulars que hi havia el 2009, 1 era un taller de reparació d'automòbils i de material agrícola, 3 paletes, 5 guixaires pintors, 1 fusteria, 2 lampisteries, 1 electricista, 1 perruqueria, 2 veterinaris, 1 agència immobiliària i 1 saló de bellesa.
Dels 2 establiments comercials que hi havia el 2009, 1 era una botiga de menys de 120 m² i 1 una fleca.
L'any 2000 a La Varenne hi havia 50 explotacions agrícoles que ocupaven un total de 900 hectàrees.

## Equipaments sanitaris i escolars
L'únic equipament sanitari que hi havia el 2009 era una farmàcia.
El 2009 hi havia 2 escoles elementals.

## Poblacions més properes
El següent diagrama mostra les poblacions més properes.